# Galeopsis bullatus
Galeopsis bullatus is een mosdiertjessoort uit de familie van de Celleporidae. De wetenschappelijke naam van de soort is voor het eerst geldig gepubliceerd in 1993 door Hayward.